# Nilsen Brothers
Die Nilsen Brothers waren ein deutsches Schlagertrio, das mit Evergreens wie Tom Dooley und Aber dich gibt’s nur einmal für mich bekannt wurde. Mitglieder waren zuletzt Josef (genannt „Pepe“) Ederer, Marco Ettisberger und Ralph Cottiati.

## Geschichte
Ursprünglich bestanden die Nilsen Brothers aus Pepe (eigentlich Josef; anfangs unter dem Namen „Pep“) Ederer (1932–2020), Gerd Gudera (1933–2019) und Walter Leykauf (geb. 1942). Sie traten als Amateursänger auf kleineren und größeren Veranstaltungen auf und gewannen auch einen Nachwuchswettbewerb des Bayerischen Rundfunks. Daraufhin wurden sie Peter Frankenfeld für dessen Fernsehshow Toi, Toi, Toi empfohlen. Nach ihrem Auftritt in Hamburg erhielten sie von mehreren Schallplattenfirmen Vertragsangebote, die schließlich zu einem Engagement bei dem Kölner Label Electrola führten. Ihre erste Single mit der deutschen Version des Kingston-Trio-Hits Tom Dooley wurde im Herbst 1958 produziert und erreichte im Dezember 1958 die deutschen Hitparaden, wo Tom Dooley bis auf Platz eins stieg. In den Automatenmarkt-Charts war der Titel 36 Wochen vertreten, die Jugendzeitschrift Bravo notierte Tom Dooley in ihrer Hitliste Musicbox von Dezember 1958 bis Juli 1959 28 Wochen lang, dabei zwölf Mal als Nummer eins. Die Nilsen Brothers sangen ihren Erfolgssong auch in der Filmkomödie Immer die Mädchen.
Bis 1961 nahmen die Nilsen Brothers zehn Singles bei Electrola auf, darunter auch Platten mit Boy Berger und Angèle Durand. Der mit Angèle Durand aufgenommene Titel Die Cowboys von der Silver Ranch führte zu einem weiteren Hitparadenerfolg (1960, Platz 20). Weitere Hitparadenerfolge waren Tom Dooley II (1960, 40.), Sacramento (1961, 22.) und Stielaugen-Tango (1962, 50.). Nachdem der Plattenvertrag mit Electrola ausgelaufen war, gab es nur kurze Engagements bei Ariola, Decca und Philips. Erst 1965 kam es bei der kleinen Duisburger Plattenfirma Populär wieder zu einem längerfristigen Vertrag, der zu über zehn Singleproduktionen führte. Mit dem von Ederer komponierten Titel Aber dich gibt’s nur einmal für mich kamen die Nilsen Brothers nur in Österreich in die Charts (1967, 9.). Neben seinen Schallplattenveröffentlichungen wirkte das Trio auch in zahlreichen Filmen mit.
1969 ließen sich die Nilsen Brothers in der Schweiz nieder. Nachdem Ederer ab 1970 begonnen hatte, Soloplatten zu veröffentlichen sowie als Komponist und Produzent zu arbeiten und auch Leykauf eigene Wege als Sänger Patrizius gegangen war, zog sich das Trio 1972 aus der Öffentlichkeit zurück und gründete stattdessen eine Produktionsfirma. 1975 trennte sich Leykauf endgültig von den Nilsen Brothers und wurde durch Marc Holder (eigentlich Marco Ettisberger, * 1952) ersetzt. Spätere Comebackversuche scheiterten, 2005 veröffentlichte das Trio eine eigene Compact Disc mit dem Titel Vergiss nie deine Träume, die unter anderem neue Versionen von Aber dich gibt’s nur einmal für mich und Mein Schatz, ich hab’ dich heut noch lieb enthält.

## Diskografie

### Vinyl-Singles
| A/B-Seite                                                                          | Katalog-Nr. | veröffentl. |
| ---------------------------------------------------------------------------------- | ----------- | ----------- |
|                                                                                    | Electrola   |             |
| Tom Dooley / Wenn                                                                  | 21053       | 10/1958     |
| Zu jung (& Boy Berger) / (Boy Berger: Sag nicht Good Bye)                          | 21051       | 01959       |
| Tausend Sterne leuchten / Wer weiß wohin der Wind uns weht                         | 21071       | 01959       |
| Fanagalo / Alle Wege führen nach Haus                                              | 21165       | 05/1959     |
| Tom Dooley II / In Tijuana fielen wir herein                                       | 21237       | 07/1959     |
| Linda / Einer kam durch                                                            | 21384       | 01/1960     |
| Joe Brown, der Clown / El Matador                                                  | 21493       | 05/1960     |
| Die Cowboys von der Silver Ranch (& A.Durand) / (R.Gildo/V.Bach: Singen - swingen) | 21543       | 08/1960     |
| Unabhängigkeits Cha Cha / Halt das Kängeru fest                                    | 21705       | 01/1961     |
| Sweetheart / Sacramento                                                            | 21842       | 05/1961     |
|                                                                                    | Ariola      |             |
| Stielaugen-Tango / Keiner kannte ihren Namen                                       | 45223       | 12/1961     |
| Drei Rosen, drei Nelken, drei Orchideen / Schießbuden Polka                        | 45361       | 06/1962     |
| Warum bin ich nicht geblieben / Gaby wohnt nicht mehr bei mir                      | 100890      | 01979       |
| Heute lieb ich noch den Whisky / Eine Liebe stirbt nicht an einem Tag              | 103753      | 01982       |
|                                                                                    | Decca       |             |
| John Kerry / Brownie                                                               | 19479       | 12/1963     |
|                                                                                    | Philips     |             |
| Rimini-Bikini-Baby / Der rote Vino                                                 | 345720      | 05/1964     |
| Meine Liebe zu dir / Einmal wirst du wieder bei mir sein                           | 6003222     | 01972       |
|                                                                                    | Populär     |             |
| Zwei Gitarren - eine Sweetheart Melodie / Aber dich gibt’s nur einmal für mich     | 3001        | 01965       |
| Aber dich gibt’s nur einmal für mich / Weißt du warum                              | 30001       | 01965       |
| Es ist nie zu spät / Ohne dich                                                     | 3012        |             |
| Meine Liebe - meine Treue / Maria, Maria                                           | 3038        | 01968       |
| Bring mir Glück, Schornsteinfeger / Aber dich darf ich niemals verlieren           | 3049        | 01968       |
| Der Hauptgewinn / Man kann nicht alles haben                                       | 3061        | 01968       |
| Hippie-Melodie / Rosen kann man kaufen                                             | 3065        |             |
| 13 grüne Bänke / Zeit ist Geld                                                     | 3072        |             |
| Hazy Honey / Der schönste Tag                                                      | 3074        |             |
| Ein Tag an dem ich wieder bei dir bin / Eine Träne bleibt hier                     | 3077        |             |
| Das schönste Mädchen / Der alte Zigeuner                                           | 3081        |             |
|                                                                                    | Polydor     |             |
| Ein Tag an dem ich wieder bei dir bin / Eine Träne bleibt hier                     | 2041068     |             |
| Das schönste Mädchen / Der alte Zigeuner                                           | 2041177     | 01971       |

## Vinyl-Musikalben
| Titel                               | Katalog-Nr.   | veröffentl. |
| ----------------------------------- | ------------- | ----------- |
| So wunderschön ist diese Welt       | Populär 6010  | ≈ 1970      |
| Aber dich gibts nur einmal für mich | Marifon 47871 | 1978        |